# Michael Nylander
Michael Nylander (Stoccolma, 3 ottobre 1972) è un ex hockeista su ghiaccio e allenatore di hockey su ghiaccio svedese che ha giocato nella National Hockey League con le squadre dei Hartford Whalers, dei Calgary Flames, dei Tampa Bay Lightning, dei Chicago Blackhawks, dei Washington Capitals dei Boston Bruins e dei New York Rangers.